# Денверский университет
Де́нверский университет (англ. University of Denver) — частный исследовательский университет в г. Денвер, Колорадо, США. Аффилирован с Объединённой методистской церковью. Основан в 1864 году бывшим губернатором Колорадо Джоном Эвансом. Является старейшим частным университетом в регионе Скалистых гор. В университете обучается более 11 000 студентов. Кампус расположен в 11 км к югу от центра Денвера.

## История
Университет был основан 3 марта 1864 года как Колорадская семинария Джоном Эвансом, бывшим губернатором Территории Колорадо, который был назначен президентом Авраамом Линкольном.
Эванс основал школу, чтобы помочь цивилизовать вновь созданный (1858) город Денвер.
«Колорадская семинария» была основана как методистское учреждение, коей и являлась в первые годы своего существования. К 1880 году семинария была переименована в Университет Денвера.
16 августа 2012 года Денверский университет официально представил свой новый бренд. Новый бренд призван отразить длинную историю университета, который воспитывал творческих и независимых мыслителей; новый бренд фокусируется на желании университета быть большим частным учреждением, которое посвящает свою деятельность обеспечению общественного блага. Еще одной целью брендинга является рассказать историю сотрудничества студентов, преподавателей и сотрудников.
Новый логотип призван отразить авторитет университета в рамках динамики города и региона. Сочетание традиционных и современных элементов показывает, что университет смотрит вперёд в будущее, но опирается на опыт прошлых лет. Щит означает традицию и включает в себя три основных элемента: часть горизонта университета, символизирующая учёных; дата основания университета (1864), символизирующая долговечность и прочность; изображение близлежащей горы Эванс ссылается на вдохновляющее место.
Бренд предназначен чётко определить и дифференцировать имидж университета.
3 октября 2012 года в университете состоялись первые президентские дебаты 2012 года.

## Структура

### Колледжи
- Колледж бизнеса[англ.]
- Колледж права[англ.]
- Женский колледж Денверского университета[англ.][5]
- Университетский колледж Денверского университета[англ.][6]
- Колледж образования[англ.]

### Школы
- Высшая школа профессиональной психологии
- Высшая школа социальной работы[англ.]
- Школа международных исследований Джозефа Корбела[англ.]
- Школа музыки[англ.]
- Школа инженерии и компьютерных наук Даниэля Феликса Ричи
- Департамент СМИ, кино и журналистских исследований[англ.]

### Институты и центры
- Центр исследований конфликтов (Conflict Resolution Institute)
- Интермодальный транспортный институт (Intermodal Transportation Institute)[7]
- Институт исследований общественной политики (Institute for Public Policy Studies)
- Центр исследований иудаизма (Center for Judaic Studies)
- Международный центр журналистики и новых медиа[англ.] (Edward W. & Charlotte A. Estlow International Center for Journalism and New Media)

## Известные выпускники и преподаватели

### Известные выпускники
См.: Категория:Выпускники Денверского университета